# 巫溪虾脊兰
巫溪虾脊兰（学名：Calanthe wuxiensis）一种于中国重庆市巫溪县阴条岭发现的多年生草本植物，隶属于兰科虾脊兰属。

## 形态特征
巫溪虾脊兰形态上与天全虾脊兰（Calanthe ecarinata）和三棱虾脊兰（Calanthe tricarinata）相似，区别在于巫溪虾脊兰唇瓣白色；侧裂矩形，先端逐渐扩大，具有三个深黄色小的圆形凸起；白色翅缘贴合在柱状翅的基部，并与之形成管形。